# هيلينا لين
هيلينا لين (بالفنلندية: Helena Laine)‏ هي رامية الرمح ‏ فنلندية، ولدت في 30 مارس 1955 في هلسنكي في فنلندا.

## وصلات خارجية
- هيلينا لين على موقع الاتحاد الدولي لألعاب القوى (الإنجليزية)
- هيلينا لين على موقع أوليمبيديا (الإنجليزية)